# 布萊恩·雷諾茲 (足球運動員)
布萊恩·凯斯·雷諾茲（英語：Bryan Keith Reynolds Jr.；2001年6月28日—），美國職業足球員，司職右後衛，目前效力於比甲球會韋斯達路。

## 俱樂部生涯
2021年2月2日，意甲球隊羅馬體育俱樂部官方宣佈，正式從FC達拉斯簽下美國邊後衛雷諾茲。
在意甲聯賽羅馬客場0-2輸給了帕爾馬，雷諾茲在59分鐘替補出場換下般奴·佩雷斯，完成了他在羅馬的首秀。
羅馬主場1-0戰勝博洛尼亞的意甲聯賽，雷諾茲首發出場。
羅馬官方宣佈，美國右後衛雷諾茲租借前往比甲聯賽的科特赖克，租借期至2022年6月30日。

## 國家隊生涯
雷諾茲在2021年3月首次入選美國國家足球隊，美國2-1戰勝北愛爾蘭的友誼賽，他在下半場開始前替補出場換下塞爾吉諾·德斯特，這是他在國家隊的首秀。

## 外部連結
- Soccerway資料庫：布萊恩·雷諾茲